# Claude Parfait Ngon A Djam
Claude Parfait Ngon A Djam (Yaoundé, 24 de janeiro de 1980) é um ex-futebolista profissional camaronês que atuava como atacante.

## Carreira
Claude Parfait Ngon A Djam representou o elenco da Seleção Camaronesa de Futebol na Copa das Confederações de 2003.

## Títulos

#### Camarões
- Copa das Confederações de 2003: Vice-campeão